# Novi list (Zagreb)
Novi list je bio hrvatski dnevni list iz Zagreba. Uređivao ih je Franjo Dujmović.
Izašao je prvi put 29. travnja 1941., a prestao je izlaziti pod tim imenom s brojem 195, 11. studenoga 1941.
Idućeg dana je izašao list pod novim imenom, a novi dnevnik Nova Hrvatska je izašao pod brojem 196, nastavljajući brojanje Novog lista.